# Козимо II Медичи
Ко́зимо II Медичи (итал. Cosimo II de' Medici; 12 мая 1590 года, Флоренция — 28 февраля 1621 года, там же) — великий герцог Тосканский с 1609 по 1621 год.

## Биография
Козимо II Медичи родился во Флоренции 12 мая 1590 года. Он был старшим сыном Фердинандо I Медичи, великого герцога Тосканского, и Кристины Лотарингской.
Получил хорошее образование. В 1605—1608 годах его учителем был Галилео Галилей. Их общение стало началом большой дружбы, которая продлилась до безвременной кончины Козимо II.
В 1608 году Козимо женили на эрцгерцогине Марии Магдалине Австрийской, дочери Карла II Австрийского. На следующий год, после смерти отца, он вступил на трон великого герцогства Тосканского.
Политика Козимо II основывалась на постоянном лавировании между королевствами Испании и Франции. Он старался не вступать ни в какие конфликты, но был вынужден выделить значительную сумму денег Фердинандо Гонзаге, сыну двоюродного брата, во время его войны за трон герцогства Мантуанского. Козимо II лично способствовал заключению брака короля Людовика XIII Французского с Анной Австрийской.
Благодаря разумной и стабильной политике великого герцога Тоскана вступила в период экономического процветания. Наметился рост численности населения, несмотря на несколько неурожайных лет.
Козимо II много сил и средств тратил на развитие флота Тосканы, во главе с адмиралом Якопо Ингирами (ит.), и на развитие порта Ливорно. Тосканский флот отличился в нескольких сражениях против османского флота.
Великий герцог всегда проявлял большой интерес к науке. В 1610 году он пригласил Галилео Галилея вернуться во Флоренцию, предоставив ему почётное и хорошо оплачиваемое место своего советника и личного представителя. Галилео Галилей также руководил обучением многочисленных детей Козимо II.
Великий герцог страдал язвой желудка, к которой впоследствии прибавились туберкулёз и артрит.
Козимо II Медичи скоропостижно скончался 28 февраля 1621 года во Флоренции, в возрасте 31 года.

## Семья
В семье Козимо II Медичи и Марии Магдалины Австрийской родились пять сыновей и три дочери:
- Мария Кристина Медичи (1609—1632);
- Фердинандо II Медичи (1610—1670), великий герцог Тосканский с 1621 года, женился на Виттории делла Ровере;
- Джанкарло Медичи (1611—1663), кардинал;
- Маргарита Медичи (1612—1679), вышла замуж за Одоардо I Фарнезе, герцога Пармского и Пьяченцского;
- Маттиас Медичи (1613—1667);
- Франческо Медичи (1614—1634);
- Анна Медичи (1616—1676), вышла замуж за эрцгерцога Фердинанда Карла Австрийского.
- Леопольдо Медичи (1617—1675), кардинал.

## Награды
- — Орден Святого Стефана Папы и Мученика.

## Галерея

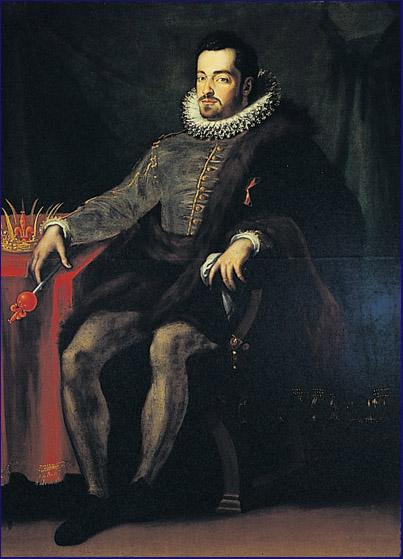
Фердинандо I, отец Козимо II
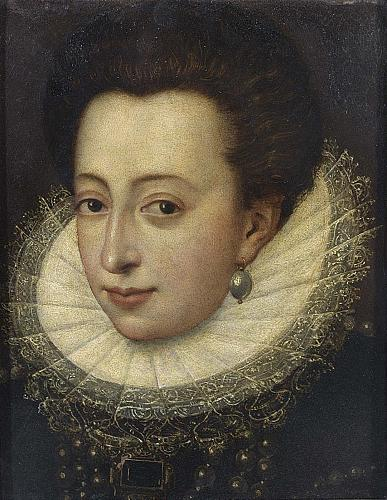
Кристина Лотарингская, мать Козимо II
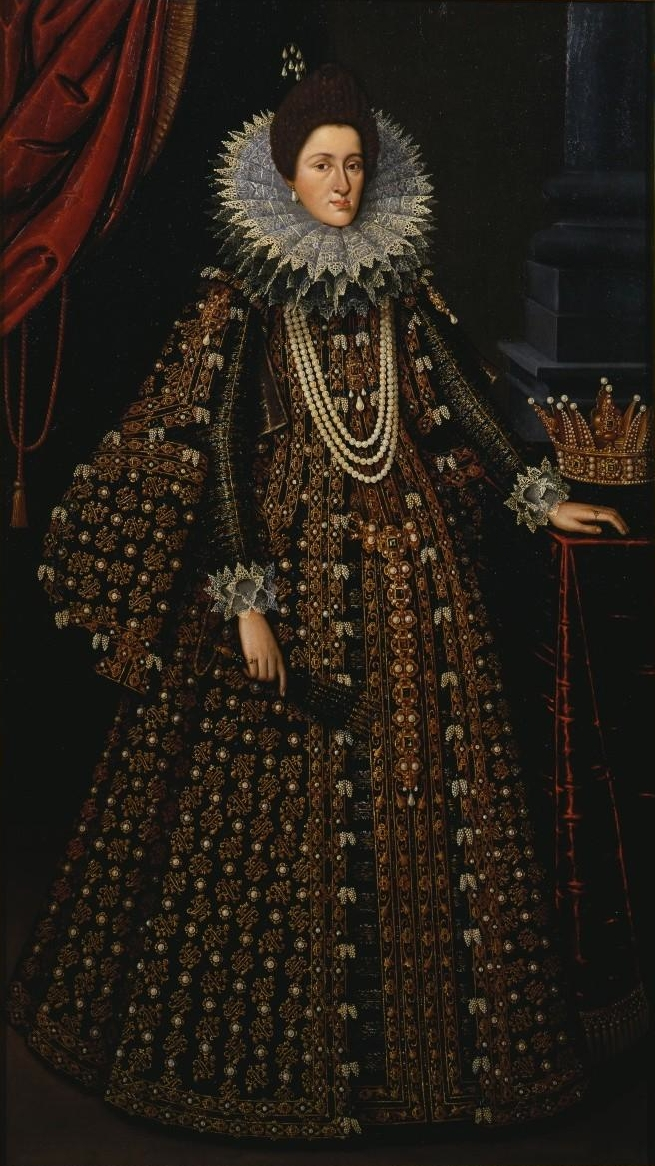
Мария Магдалина Австрийская, супруга Козимо II